# Сјај (филм)
Сјај (енгл. Shine) аустралијска је биографска психолошка драма из 1996. године у режији Скота Хикса, по сценарију Јана Сардија. Главне улоге тумаче: Армин Милер-Штал и Ноа Тејлор.
Филм је премијерно приказан на Санденс филмском фестивалу у јануару 1996. године. Главни глумац, Џефри Раш, освојио је Оскара, БАФТА-у, награду Удружења филмских глумаца и Златни глобус за најбољег глумца за своју улогу у филму.

## Радња
Аустралија, 50-их година. Дејвид Хелфгот је као дете показао таленат за музику, посебно за клавир. Његов отац, Питер, желео је да унапреди његову каријеру. После првих успеха, Дејвид добија понуду да искористи стипендију у САД, али његов отац не пристаје. После победе на клавирском такмичењу, Дејвиду је понуђена стипендија на Краљевској музичкој академији у Лондону и против очеве жеље одлази на студије.